# Ботанічний сад Латвійського університету
Ботанічний сад Латвійського університету (лат. Latvijas Universitātes Botāniskais dārzs) — ботанічний сад у Ризі (Латвія).
Розташований за адресою: вулиця Кандавас, 2.
Графік роботи:
- 9:00 — 19:00 (квітень — вересень)
- 10:00 — 16:30 (жовтень — березень)

Площа ботанічного саду 16 га.
Найстаріший ботанічний сад Латвії (заснований у 1922 році). Спочатку був розташований у Дрейліні. На теперішньому місці, де у минулому була садиба Вольфсмітс, із 1926 року.
Директором ботанічного саду є Анта Спарінська.

## Колекція
Колекція ботанічного саду налічує приблизно 8300 таксонів рослин, з яких близько 2000 тропічних і субтропічних рослин.
У дендрарії, який займає площу 9 га, є приблизно 750 таксонів дерев і кущів. Представлені 11 родів хвойних рослин: туя (25 таксонів), ялівець (22 таксона), кипарис (20 таксонів), ялина (19 таксонів), а також псевдотсуга, туєвик, тсуга. Окрасою дендрарію є колекції магнолій (17 видів і сортів), троянд і рододендронів. У колекції бузку нині 10 видів і 55 сортів (у тому числі близько 30 сортів німецької та французької селекції рубежу XIX - XX століть).
У альпінарії і на терасах висаджено близько 300 різновидів трав'янистих багаторічників і низьких кущів, що зустрічаються у дикому вигляді в Альпах, Пірінеях, Карпатах, Гімалаях, на Кавказі. Трав'янисті багаторічники також представлені у колекціях лілій, півоній, флоксів, жоржин, декоративних трав, папороті, водних рослин.
В експозиціях відкритого ґрунту — килими пролісків, крокусів, хіонодоксів, пізньоцвітів, рясту, шафрану.
Експозиція субтропічних рослин розміщена в пальмовій оранжереї, яка є найбільшою в оранжерейному комплексі, її висота — 24 метри. В експозиції налічується близько 400 рослин, у тому числі велика колекція пальм (48 видів і підвидів). Одна із найстаріших рослин оранжереї — фікус крупнолистний (Ficus macrophylla), що зустрічається в природі в тропічних лісах Австралії, тут росте із 1928 року. Окремо представлені й інші представники флори Австралії: казуарини, акації, евкаліпти.
У оранжереї, де розміщені рослини вологих тропіків, завжди підвищена вологість і температура повітря.  Тут росте 350 різновидів рослин. Широко представлена родина аралієвих (близько 50 різновидів), тропічні папороті (61 різновид), орхідеї (38 різновидів), різні епіфіти та інші екзотичні рослини тропіків.